# اختبار مستضد السريع
اختبار المستضد السريع (RAT)، أو الاختبار السريع، هو اختبار تشخيصي سريع مناسب لاختبار نقطة الرعاية الذي يكتشف بشكل مباشر وجود أو عدم وجود مستضد. يستخدم بشكل شائع للكشف عن فيروس SARS-CoV-2، وهو الفيروس المسبب لـ COVID-19. الاختبارات السريعة هي نوع من اختبارات التدفق الجانبي التي تكتشف البروتين، وتميزه عن الاختبارات الطبية الأخرى التي تكشف عن الأجسام المضادة (اختبارات الأجسام المضادة) أو الحمض النووي (اختبارات الحمض النووي)، سواء المختبري أو أنواع نقاط الرعاية. اختبارات سريعة.

## استخدامات اختبارات المستضد السريع
- اختبارات سريعة لاختبار فيروس كوفيد 19.
- اختبارات سريعة للبكتيريا (لمستضدات المكورات العقدية).
- اختبارات تشخيصية للإنفلونزا (RIDTs) (لمستضدات فيروس الأنفلونزا).
- اختبارات الكشف عن مرض مستضد الملاريا (لمستضدات البلازموديوم).

## الأساس العلمي وعلم الأحياء الأساسي
عادةً قد تكون ختبار المستضد السريع (RAT)، أو الاختبار السريع، هو اختبار تشخيصي سريع مناسب لاختبار نقطة الرعاية الذي يكتشف بشكل مباشر وجود أو عدم وجود مستضد. يستخدم بشكل شائع للكشف عن فيروس SARS-CoV-2، وهو الفيروس المسبب لـ COVID-19. الاختبارات السريعة هي نوع من اختبارات التدفق الجانبي التي تكشف عن البروتين، وتميزه عن الاختبارات الطبية الأخرى التي تكشف عن الأجسام المضادة (اختبارات الأجسام المضادة) أو الحمض النووي (اختبارات الحمض النووي)، سواء المختبري أو أنواع نقاط الرعاية. تعطي الاختبارات السريعة عمومًا نتيجة في غضون 5 إلى 30 دقيقة، وتتطلب الحد الأدنى من التدريب أو البنية التحتية، ولها مزايا تكلفة كبيرة.ا
فقد تمثلت بالعديد من الميزات المتأصلة لاختبار المستضد على اختبار الأجسام المضادة (مثل اختبارات فيروس نقص المناعة البشرية السريعة للكشف عن الأجسام المضادة) بالإضافة إلى أن قد استغرق الجهاز المناعي وقتًا لتطوير الأجسام المضادة بعد بدء العدوى مباشرةً، ولكن المستضد الغريب موجود على الفور. بالرغم المعروف أن أي اختبار تشخيصي قد يكون له نتائج سلبية خاطئة، إلا أن فترة الكمون هذه يمكن أن تفتح مجالًا واسعًا بشكل خاص للسلبيات الكاذبة في اختبارات الأجسام المضادة، أن التفاصيل تعتمد على المرض والاختبار المتضمن. فقد كلفت اختبارات المستضد السريع الكثير من الأموال ما يقارب حوالي 5.00 دولار أمريكي لتصنيعها.

## اختبارات مستضدات COVID-19 السريعة
إذًا تعد اختبارات المستضد السريع لـ كوفيد 19 أحد أكثر التطبيقات فائدة لهذه الاختبارات. غالبًا ما تسمى اختبارات التدفق الجانبي، فقد زودت الحكومات العالمية بالكثير من الفوائد فقد وصفت بأنها سريعة التنفيذ بأقل قدر من التدريب، وأيضًا توفر مزايا كبيرة من حيث التكلفة، وقد تكلف جزءًا بسيطًا من الأشكال الحالية لاختبار PCR وتعطي المستخدمين نتيجة في غضون قليلة حوالي ما بين 5-30 دقيقة. وعليه أن اختبارات المستضدات السريعة وجدت أفضل استخدام لها كجزء من الاختبارات الجماعية وأساليب الفحص على مستوى السكان. لقد نجحوا في هذه الأساليب لأنه بالإضافة إلى الفوائد المذكورة أعلاه، فهم يحددون الأفراد الأكثر عدوى ويمكن أن ينقلوا الفيروس إلى عدد كبير من الأشخاص الآخرين.

### تاريخ تطور تكنولوجيا الاختبار السريع لـ COVID-19
ظهرت الاختبارات السريعة لـفيروس كوفيد 19 من استثمار كبير من قبل برنامج Moonshot فعد إنه مثير للجدل في المملكة المتحدة، فهو عبارة عن برنامج بقيمة 100 مليار جنيه إسترليني يعمل على تقييم وتنفيذ ومن ثم تطوير تقنيات جديدة لاختبار كوفيد 19 في حين أن تم إجراء الاختبارات السريعة في البداية ضمن خط أنابيب التقييم المنهجي مع الكثير من تقنيات اختبارات كوفيد 19 ومع ذلك، مع استمرار التقييمات، ظهرت الاختبارات السريعة باعتبارها أكثر أشكال اختبار لكوفيد 19 نجاحًا ضمن هذا البرنامج لاستكمال اختبار PCR الحالي.

### الإرشادات الدولية لاستخدام وتطوير تكنولوجيا الاختبار السريع لـ COVID-19
عزز الأساس المنطقي العلمي المبكر الفائدة المحتملة للاختبارات السريعة لتطوير تكنولوجيا الاختبار السريع من خلال التوجيه المؤقت من منظمة الصحة العالمية.وأشار التقرير إلى أن الاختبارات السريعة أسهل في التنفيذ، وكان لها فوائد من حيث التكلفة وقد أوصت منظمة الصحة العالمية باستخدامها في حالات تفشي المرض، من أجل التعرف المبكر على الحالات ورصد اتجاهات المرض. في وقت آخر، وبعد مجموعة الدراسات المتزايدة بسرعة، تم توسيع هذه التوصية من قبل المفوضية الأوروبية. في حين أوصت المفوضية الأوروبية باستخدام تقنية الاختبار السريع للفحص حيث تكون نسبة إيجابية الاختبار عالية أو عالية جدًا. بحلول كانون الثاني (يناير) 2021، حيث وافقت المفوضية الأوروبية على تعزيز موقفها، ودعت إلى استخدام قدر ممكن من الاختبارات السريعة، مشيرة إلى أنه "يجب أن تثبت الأبحاث أن اختبارات المستضدات السريعة يمكن إجراؤها من قبل الشخص الذي يخضع للاختبار نفسه.